# Чемпионат Северной, Центральной Америки и Карибского бассейна по волейболу среди мужчин 2007
20-й чемпионат Северной, Центральной Америки и Карибского бассейна (NORCECA) по волейболу среди мужчин прошёл с 16 по 21 сентября 2007 года в Анахайме (США) с участием 8 национальных сборных команд. Чемпионский титул в 7-й раз в своей истории и в 3-й раз подряд выиграла сборная США.

## Команды-участницы
Барбадос, Доминиканская Республика, Канада, Куба, Мексика, Пуэрто-Рико, США, Тринидад и Тобаго.

## Система проведения чемпионата
8 команд-участниц на предварительном этапе разбиты на две группы. Победители групп напрямую выходят в полуфинал плей-офф. Команды, занявшие в группах 2-е и 3-и места, выходят в четвертьфинал и определяют ещё двух участников полуфинала. Полуфиналисты по системе с выбыванием определяют призёров первенства. Итоговые 5—8-е места также по системе с выбыванием разыгрывают проигравшие в 1/4-финала и худшие команды в группах.

## Предварительный этап

### Группа А
| М | Команда     | 1   | 2   | 3   | 4   | И | В | П | С/П | О |
| - | ----------- | --- | --- | --- | --- | - | - | - | --- | - |
| 1 | США         |     | 3:0 | 3:0 | 3:0 | 3 | 3 | 0 | 9:0 | 6 |
| 2 | Пуэрто-Рико | 0:3 |     | 3:0 | 3:0 | 3 | 2 | 1 | 6:3 | 5 |
| 3 | Мексика     | 0:3 | 0:3 |     | 3:1 | 3 | 1 | 2 | 3:7 | 4 |
| 4 | Барбадос    | 0:3 | 0:3 | 1:3 |     | 3 | 0 | 3 | 1:9 | 3 |

16 сентября: Пуэрто-Рико — Барбадос 3:0 (25:16, 25:17, 25:16); США — Мексика 3:0 (25:11, 25:15, 25:20).
17 сентября: Пуэрто-Рико — Мексика 3:0 (25:15, 25:18, 25:20); США — Барбадос 3:0 (25:13, 25:13, 25:4).
18 сентября: Мексика — Барбадос 3:1 (25:14, 25:18, 18:25, 25:22); США — Пуэрто-Рико 3:0 (25:19, 27:25, 25:18).

### Группа В
| М | Команда                  | 1   | 2   | 3   | 4   | И | В | П | С/П | О |
| - | ------------------------ | --- | --- | --- | --- | - | - | - | --- | - |
| 1 | Куба                     |     | 3:1 | 3:0 | 3:0 | 3 | 3 | 0 | 9:1 | 6 |
| 2 | Канада                   | 1:3 |     | 3:0 | 3:0 | 3 | 2 | 1 | 7:3 | 5 |
| 3 | Доминиканская Республика | 0:3 | 0:3 |     | 3:0 | 3 | 1 | 2 | 3:6 | 4 |
| 4 | Тринидад и Тобаго        | 0:3 | 0:3 | 0:3 |     | 3 | 0 | 3 | 0:9 | 3 |

16 сентября: Куба — Тринидад и Тобаго 3:0 (25:13, 25:16, 25:19); Канада — Доминиканская Республика 3:0 (25:21, 25:23, 25:20).
17 сентября: Канада — Тринидад и Тобаго 3:0 (25:14, 25:14, 25:10); Куба — Доминиканская Республика 3:0 (25:13, 25:17, 25:17).
18 сентября: Доминиканская Республика — Тринидад и Тобаго 3:0 (25:15, 25:20, 25:16); Куба — Канада 3:1 (25:22, 22:25, 25:23, 25:18).

## Плей-офф

### Четвертьфинал
19 сентября
Пуэрто-Рико — Доминиканская Республика 3:0 (25:18, 25:19, 25:15)
Канада — Мексика 3:0 (25:19, 25:17, 25:21)

### Полуфинал за 1—4 места
20 сентября
США — Канада 3:1 (32:30, 19:25, 25:19, 26:24)
Пуэрто-Рико — Куба 3:2 (26:24, 11:25, 22:25, 26:24, 15:11)

### Полуфинал за 5—8 места
20 сентября
Доминиканская Республика — Тринидад и Тобаго 3:1 (21:25, 25:14, 25:21, 25:19)
Барбадос — Мексика 3:2 (25:23, 22:25, 19:25, 25:18, 17:15)

### Матч за 7-е место
21 сентября
Мексика — Тринидад и Тобаго 3:0 (25:22, 25:16, 27:25)

### Матч за 5-е место
21 сентября
Доминиканская Республика — Барбадос 3:0 (25:13, 25:18, 25:16)

### Матч за 3-е место
21 сентября
Куба — Канада 3:0 (38:36, 25:21, 25:22)

### Финал
21 сентября
США — Пуэрто-Рико 3:1 (25:20, 23:25, 25:22, 25:23)

## Итоги

### Положение команд
| США                         |
| Пуэрто-Рико                 |
| Куба                        |
| 4. Канада                   |
| 5. Доминиканская Республика |
| 6. Барбадос                 |
| 7. Мексика                  |
| 8. Тринидад и Тобаго        |

### Призёры
США: Ллой Болл, Джеймс Полстер, Ричард Лэмбурн, Дэвид Ли, Уильям Придди, Райан Миллар, Райли Сэлмон, Томас Хофф, Клейтон Стэнли, Кевин Хансен, Гэбриэл Гарднер, Скотт Тузински. Главный тренер — Хью Маккатчен.
  Пуэрто-Рико: Хосе Ривера, Грегори Берриос, Виктор Ривера, Анхель Перес, Луис Родригес, Виктор Бёрд, Роберто Мунис, Эктор Сото, Алексис Матиас, Фернандо Моралес, Энрике Эскаланте, Эдвин Акино. Главный тренер — Карлос Кардона.
  Куба: Хорхе Санчес Сальгадо, Кейбель Гутьеррес Торна, Павел Пимьента Аллен, Роландо Хуркин Деспань, Ядьер Санчес Сьерра, Педро Иснага Ортис, Робертланди Симон Атьес, Райдель Хьерресуэло Агирре, Ореол Камехо Дуррути, Райдель Корралес Путу, Оделвис Доминико Спек, Йоандри Диас Карменате. Главный тренер — Орландо Самуэльс Блэквуд.

### Индивидуальные призы
MVP:  Ллой Болл
Лучший нападающий:  Виктор Ривера
Лучший блокирующий:  Мюррей Грэпентайн
Лучший на подаче:  Клейтон Стэнли
Лучший в защите:  Крис Уолфенден
Лучший связующий:  Ллой Болл
Лучший на приёме:  Элвис Контрерас
Лучший либеро:  Амаури Мартинес
Самый результативный:  Эктор Сото